# Dithecodes pseudacidalia
Dithecodes pseudacidalia är en fjärilsart som beskrevs av Sterneck 1927. Dithecodes pseudacidalia ingår i släktet Dithecodes och familjen mätare. Inga underarter finns listade i Catalogue of Life.